# Ingmarie Froman
Ingmarie Froman, född 9 mars 1949, är en svensk journalist.
Froman har arbetat som utrikeskorrespondent i Bryssel och Paris för Rapport på SVT och Ekoredaktionen på SR. Hon har även skrivit ett stort antal artiklar för Svenska Dagbladet.

## Priser och utmärkelser
- 2001 – Gerard Bonniers essäpris
- 2005 – Jolopriset